# Apanteles novatus
Apanteles novatus är en stekelart som beskrevs av Nixon 1965. Apanteles novatus ingår i släktet Apanteles och familjen bracksteklar. Inga underarter finns listade i Catalogue of Life.